# Momentum (álbum de Toby McKeehan)
Momentum é o álbum de estreia do cantor Toby McKeehan, lançado a 6 de Novembro de 2001.
Em termos musicais, a revista HM descreveu como sendo um som urbano pop, semelhantes ao trabalho produzido inicialmente pelos dc Talk.
O disco atingiu o nº 1 do Heatseekers, o nº 110 da Billboard 200, o nº 8 do Top Contemporary Christian e o nº 8 do Top Christian Albums.

## Faixas
1. "Get This Party Started" – 2:24
2. "What's Goin' Down" – 3:42
3. "Irene" – 4:12
4. "Toby's Mac" – 0:45
5. "J Train" – 3:27
6. "Do You Know" – 3:55
7. "Tru-Dog" – 1:06
8. "Momentum" – 3:23
9. "Yours" – 3:52
10. "Quiet Storm" – 0:34
11. "Wonderin' Why" – 3:42
12. "Somebody's Watching" – 3:15
13. "Triple Skinny" – 0:32
14. "Love is in the House" – 5:18
15. "Extreme Days" – 3:40
16. "Don't Bring Me Down" – 2:02
17. "In The Air" – 4:02
18. "Afterword" – 1:02